# Zona di subduzione delle Kermadec-Tonga

Nella mappa sono messe in evidenza alcune delle principali formazioni geologiche della Zealandia.

La zona di subduzione delle Kermadec-Tonga è una zona di subduzione situata nell'Oceano Pacifico, che si estende verso nord a partire dall'Isola del Nord, in Nuova Zelanda, che rimane di poco a ovest di essa e include la fossa di Hikurangi, la fossa delle Kermadec e la fossa di Tonga.

## Geologia
La zona di subduzione delle Kermadec-Tonga si configura come un margine convergente o distruttivo, presso il quale la crosta oceanica della placca pacifica, a est, sta subducendo al di sotto della placca indo-australiana, a ovest, a una velocità che va, a seconda dell'area considerata, da 5,5 a 7,6 cm/anno. Si ritiene che in questa zona la subduzione sia principalmente guidata dall'eccessivo peso della fredda e vecchia crosta oceanica che trascina la placca verso il basso facendola inabissare nel caldo mantello terrestre.
All'estremità meridionale della zona di subduzione si ha una trasformazione del margine che, da zona di convergenza, si trasforma in una faglia trasforme con scorrimento laterale destro, la faglia alpina, che attraversa tutta l'Isola del Sud e si aggancia poi alla zona di faglia di Macquarie.

## Formazione
Le placche delle Tonga e delle Kermadec si sono originate circa 4-5 milioni di anni fa. Prima della loro creazione, la placca del Pacifico si stava subducendo sotto la placca australiana, producendo la dorsale di Lau-Colville (oggi scomparsa). Circa 6 milioni di anni fa, la crosta terrestre in questa regione si è particolarmente estesa, il che ha portato alla separazione della placca del Pacifico da quella indo-australiana e alla creazione delle placche delle Tonga e delle Kermadec. Le placche delle Tonga e delle Kermadec si separarono perché la porzione settentrionale della placca originaria cresceva molto più rapidamente (96 mm/anno) di quella meridionale (39 mm/anno), generando così una faglia tra le due. Questo fenomeno, così come ha creato le placche di Tonga e Kermadec, è stato anche la causa della creazione della microplacca di Niuafo'ou, a nord-ovest della placca delle Tonga, perché la porzione settentrionale della placca delle Tonga continua a crescere molto più velocemente della controparte meridionale.